# Ahuatepec de la Presa
Ahuatepec de la Presa är en ort i Mexiko.   Den ligger i kommunen Esperanza och delstaten Puebla, i den sydöstra delen av landet, 190 km öster om huvudstaden Mexico City. Ahuatepec de la Presa ligger 2 438 meter över havet och antalet invånare är 249.
Terrängen runt Ahuatepec de la Presa är kuperad österut, men västerut är den platt. Runt Ahuatepec de la Presa är det ganska tätbefolkat, med 155 invånare per kvadratkilometer. Närmaste större samhälle är San José Esperanza, 1,4 km söder om Ahuatepec de la Presa. Omgivningarna runt Ahuatepec de la Presa är en mosaik av jordbruksmark och naturlig växtlighet.